# Aquilaria baillonii
Aquilaria baillonii är en tibastväxtart som beskrevs av Jean Baptiste Louis Pierre och Jacques Désiré Leandri. Aquilaria baillonii ingår i släktet Aquilaria och familjen tibastväxter. Inga underarter finns listade i Catalogue of Life.